# Геха
Геха (наиб Киха, чечен. Гумалатан Геха; 1820, Гуни, Ичкерия — 1862, Гуни, Веденский округ) — чеченский военачальник времён Кавказской войны‚ наиб имама Шамиля.

## Биография
Уроженец села Гуни Веденского района Чеченской Республики‚ из тайпа Гуной. Рано остался без отца и воспитывался родным дядей Абдуллой. Дедом Гехи был известный в Чечне богослов Гирма-Хаджи. Он рос в религиозной атмосфере‚ получил образование в медресе в родном ауле.
Был назначен наиб Ичкерии с резиденцией в селении Беной, позже смещён, и на его место был назначен Умалат из Алмака. Участвовал в сражениях против войск генералов Граббе и Воронцова в 1842—1845 годах. В боях был несколько раз ранен‚ являлся примером для своих воинов‚ в то же время считался жестким и бесстрашным командиром.
К началу 1850-х годов Геха был одним из самых известных и влиятельных наибов Имамата, о чём свидетельствуют показания данные знаменитым Хаджи-Муратом Лорис-Меликову в конце 1851 года: 

«Между наибами Шамиля в настоящее время особенно замечательны храбростью и влиянием своим в горах следующие: 1) Абакар-Дебир Мухский, 2) Каир-бек в Буртунае, 3) Гиха, 4) Талгик, 5) Гойтемир, 6) Андийский Лабазан, 7) Гумбетовский кади, 8) Мухаммед-Эми Хиндалальский, 9) беглый Акушинец Абакар-хаджи, 10) Али-султан, 11) глухой Инко-хаджи в Чохе, и 12) брат Кибит-Магомы Муртузали Тилитлинский»

27 марта 1852 года произошло сражение между чеченцами под командованием наиба Гехи и царским отрядом полковника Бакланова на Качкалыковском хребте. После 4 часов упорного боя, чеченцы отступили из-за потерь наносимых артиллерией противника.
В апреле 1852 года попал в опалу, был смещён с поста наиба. 
После окончания войны помощник пристава Веденского округа.